# ハンマー・オブ・ザ・ウィッチズ
| Hammer of the Witches | Hammer of the Witches |
| レビュー・スコア      | レビュー・スコア      |
| 出典                  | 評価                  |
| --------------------- | --------------------- |
| MetalSucks            | [ 5 ]                 |
| AllMusic              | [ 6 ]                 |
| SputnikMusic          | [ 7 ]                 |

『ハンマー・オブ・ザ・ウィッチズ』(Hammer of the Witches)は、イングランドのエクストリーム・メタルバンド、クレイドル・オブ・フィルスの11枚目のスタジオ・アルバムである。2015年7月10日にニュークリア・ブラストから発売された。『ハンマー・オブ・ザ・ウィッチズ』はギタリストのマレク・'アショク'・シュメルダとリチャード・ショウ、新しいキーボーディストで女性ヴォーカリストのリンゼイ・スクールクラフトを新メンバーとして招いてリリースする初めてのアルバムである。ファースト・シングルと「ライト・ウィング・オブ・ザ・ガーデン・トリプティック」のMVは5月14日木曜日に公開された。

## カヴァー・アート
ヴォーカリストのダニ・フィルスは「『ハンマー・オブ・ザ・ウィッチズ』のアート・ワークは、ラトビアのアーティスト、アルトゥルス・ベルジンシュによって作られ、叙情味の惜しみの無い一貫性、豊かなルネサンス風のテーマ、未だ美しさを掻き乱すシナリオの中で表現されている。細部まで描かれた作品の半分はこのアルバムの為に新たに書き下ろされ、その他はベルジンシュがこれまでに描いていた中からこのアルバムに相応しい絵を選び出し、それらは流行していた強烈な魔術、迫害、報復、或いは霊の解放をテーマとしている。描かれた女性の体型は美...と恐怖という古典的な演出の中で羞恥心も無く描かれていて、挑発的なアート・ワークを通じて攻撃的になっている」と述べた。

## 収録曲
全曲作詞はダニ・フィルス、作曲はクレイドル・オブ・フィルス (ダニ・フィルス、マーティン・スカロウプカ、ダニエル・ファース、リンゼイ・スクールクラフト、リチャード・ショウ、マレク・'アショク'・シュメルダ)
1. ワルプルギス・イヴ - "Walpurgis Eve" - 1:29
2. ユアーズ・イモータリー... - "Yours Immortally..." - 6:00
3. インシュラインド・イン・クリマトリア - "Enshrined in Crematoria" - 5:46
4. ディフラワーリング・ザ・メイデンヘッド、ディスプレジャリング・ザ・ゴッデス - "Deflowering the Maidenhead, Displeasuring the Goddess" - 6:59
5. ブラッケスト・マジック・イン・プラクティス - "Blackest Magick in Practice" - 6:50
6. ザ・モンストラス・サバト(サモニング・ザ・コヴン) - "The Monstrous Sabbat (Summoning the Coven)" - 1:51
7. ハンマー・オブ・ザ・ウィッチズ - "Hammer of the Witches" - 6:28
8. ライト・ウィング・オブ・ザ・ガーデン・トリプティック - "Right Wing of the Garden Triptych" - 5:54
9. ザ・ヴァンパイア・アット・マイ・サイド - "The Vampyre at My Side" - 5:45
10. オンワード・クリスチャン・ソルジャーズ - "Onward Christian Soldiers" - 6:59
11. ブラッディング・ザ・ハウンズ・オブ・ヘル - "Blooding the Hounds of Hell" - 2:10

### ボーナス・トラック
1. キング・オブ・ザ・ウッズ - "King of the Woods" - 6:17
2. ミゼリコルド - "Misericord" - 6:19

## 参加ミュージシャン
- ダニ・フィルス – ボーカル、作詞
- リチャード・ショー – ギター
- マレク・'アショク'・シュメルダ – ギター
- ダニエル・ファース – ベース
- マーティン・スカロウプカ – ドラム、キーボード、オーケストレイション
- リンゼイ・スクールクラフト – 女性ヴォーカル、ハープ

## チャート
| チャート(2015年)                       | 最高順位 |
| -------------------------------------- | -------- |
| オーストラリア (ARIA)                  | 28       |
| オーストリア (Ö3 Austria)              | 57       |
| ベルギー (Ultratop Flanders)           | 28       |
| ベルギー (Ultratop Wallonia)           | 31       |
| オランダ (MegaCharts)                  | 38       |
| フィンランド (Suomen virallinen lista) | 5        |
| ハンガリー (MAHASZ)                    | 21       |
| イタリア (FIMI)                        | 68       |
| スイス (Schweizer Hitparade)           | 46       |
| UK アルバムズ (OCC)                    | 44       |
| US Billboard 200                       | 196      |